# Banco Oficial de Pruebas de Éibar
El Banco Oficial de Pruebas de Éibar (BOPE) es el organismo oficial español que se encarga de procesar las armas de fuego para expedir diferentes certificados de sus características, inutilización y certificados "BOPE" de clasificación de armas históricas. Está en la ciudad guipuzcoana de Éibar en el País Vasco, España.
El Banco Oficial de Pruebas de Éibar se fundó en 1916 y depende del Ejército de Tierra español. Desde 1927 todas las armas españolas deben pasar por él y son marcadas mediante punzones, normalmente en el armazón o en la corredera en caso de las pistolas y revólveres, o en la báscula o cajón de mecanismos en escopetas y armas largas.  Forma parte de  la Comisión Internacional Permanente para las pruebas de pequeñas armas  de fuego portátiles (CIP).
El Banco de Pruebas posee la siguiente infraestructura:
- Una galería de tiro de 40 m instrumentalizada.
- Cañones probeta CIP para ensayo de cartuchos y entorno Lab View.
- Cabinas de disparo de armas cortas y largas.
- Varias máquinas para inutilización de armas de fuego.
- Sala de disparo de avancargas de pólvora negra.

## Historia

### Precedentes, el probadero de Placencia de las Armas
La fundación de las Reales fábricas de Armas de Placencia de las Armas en el siglo XVI trae aparejada el establecimiento de unas instalaciones de prueba al exigida una prueba de munición previa a la aceptación del pedido. Tras el establecimiento de que los armamentos producidos en Guipúzcoa debían ser probados en las instalaciones de Oviedo, las instalaciones oficiales desaparecen aunque se mantiene un probadero de carácter municipal que era utilizado, de forma opcional, por lo fabricantes armeros de la villa. En 1915 este probadero registró tres marcas, una "Pº" dentro de un círculo junto a referencia "EX" coronada para las armas probadas con pólvora viva blanca y la referencia "2ªP" cobre un escudo de armas coronado que incluye un castillo para las probadas con pólvora Schulze  y la referencia "3ªP" sobre un castillo para las probadas con pólvora negra fuerte.

### El probadero de Éibar
Hacia 1843 el Cuerpo de Artillería establece en Éibar un probadero oficial dependiente de la Fabrica de Cañones de Placencia de las Armas, para evitar así que los fabricantes eibarreses se trasladaran a  Placencia para realizar las entregas de sus armas. Esta instalación solo era para las armas destinadas al ejército. Cesó al ordenase que las pruebas se realizarán en la Fábrica de armas de Oviedo en 1865. Ese mismo año, las Juntas Generales de Guipúzcoa acuerdan la creación de un banco de pruebas de armas en Éibar bajo su patrocinio que estuvo en activo hasta 1873 cuando por motivo de la Guerra Carlista se paralizó. En 1876, una vez finalizada la guerra, vuelve a operar. La actividad de estas instalaciones se limitaba a las armas largas y las prueba era  opcional y carecía de reconocimiento oficial por parte del gobierno.
Al igual que en otros lugares europeos donde la fabricación de armas de fuego era relevante, como en Lieja, Saint Etienne y otros sitios, en Éibar se preocuparon de certificar la calidad de sus armas. Para ello en algunos fabricantes establecieron un "probadero de armas" que funcionó hasta que en 1887 se solicitó el establecimiento oficial del mismo. En respuesta a la petición, el gobernador de Guipúzcoa estableció un delegado suyo encargado de la gestión del "probadero" y un protocolo de tres pruebas oficiales que se certificaban con marcas de punzón en las armas que las habían superado. Las marcas no estaban homologadas y figuraban en ningún listado oficial, pero adquirieron prestigio.
El 31 de enero de 1915 se publicó la ley sobre bancos de prueba en España y se estableció la creación de dos, uno en Oviedo y otro en Éibar. La ley no entraría en vigor hasta 1919, después de finalizar la Primera Guerra Mundial. Ese año se da oficialidad a las instalaciones eibarresas y se abren sucursales en las poblaciones vecinas, también con importante producción armera, de Placencia de las Armas y Elgóibar, así como una delegación en la Maestranza de Artillería de Barcelona, en Cataluña.
En 1924 España se adhiere al Convenio Internacional de punzones de prueba europeos, firmado el año anterior, quedando prohibidas armas que no llevaran las marcas de pruebas reconocidas por dicho convenio desde el 14 de abril de 1924. Esto facilita el tránsito y el comercio internacional de armas a contar con un certificado reconocido internacionalmente. A partir de 1927 se establece como obligatorio el marcar la fecha en la que se ha realizado la prueba, esto se realizaba con un código de una letra mayúscula y un número bajo una estrella de seis puntas. Esta norma se cambió en 1993.

## Marcas y punzones

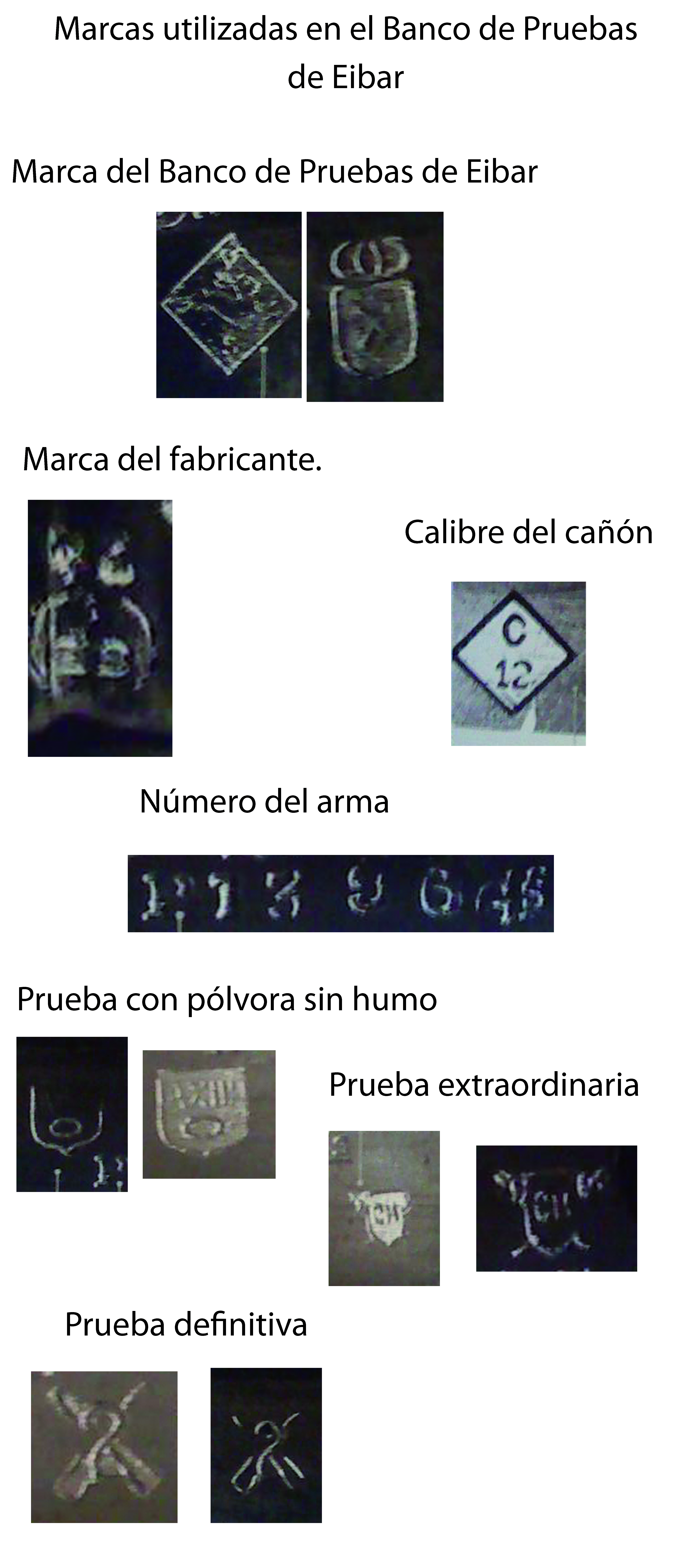
Punzones del Banco de Pruebas de Éibar.

La lista siguiente muestra las iniciales que identifican a los diferentes fabricantes.
- A.A.A., A. Cambridgeshire.
- Bronco, A. J.
- AA, Azanza y Arrizabalaga. También "AA Reims" y "Modelo 1916".
- AE, Armería Elgoibaresa de Elgoibar. También tiene la marca "Lusitania".
- AG, Francisco Arizmendi y Goenaga. También tienen las marcas "Ideal", "Roland" y "Brunswig".
- F.A., Arizmendi y Goenaga. También tienen las marcas "F.A.G.", "Teuf - Teuf"  y " Waldman".
- AH , Hermanos Acha. También tienen las marcas "AR" y  "Looking Glass".
- AK, S.A. Alkartasuna de  Guernica. También tienen las marcas "Alkar", "Kapitan".
- AZ, Arizmendi Zulaica y Cia. También con la marca "Zebra".
- BA, Fab. de Bersaluzze Arieto-Aurena Y Cia. También con la marca "Allies".
- BH, Hermanos Beistegui. También con las marcas "Beistegui", "BH", " Baluarte", "Libia", "Paramount"  y "Modelo 1914 arma automática".
- CU, desconocida.
- CZ, desconocida.
- EA, Eulogio Arostegui. También tienen las marcas "Blue ", "E.A." y "Azu - Oscillant".
- EC, Ergulaga y Cia. También tienen la marca "Fiel".
- EL, Hijos de A. Echeverría. También tienen las marcas "Vesta " y "Izarro".
- F.A., Fábrica Arizmendi y Goenaga. También tiene la marca  "F.A.G.".
- GB, Bolumburo Gregorio. También tienen las marcas "Deluxe", "Gloria", "Giralda", "Marina", "Regent", "Regina" y "Rex".
- GN, Gárate, Capa y Cia. También tienen las marcas "Danton", "La Luna", "Express", "El GAC", "Garate", "GN", "La Lira", "L", "Eclair", "Sprinter", "Tiger" y "Triunfo".
- GU, Gabilondo y Urresti. También tienen las marcas "Buffalo", "Gabilondos", "Radio", "Ruby", "Ruby Extra" y "Tauler".
- HCA, Hijos de Calixto Arrizabamaga. También tienen las marcas "Sharpshooter", "Terrible"
- IG, Gatzañaga Isidrio. También tienen las marcas "Destroyer", "Gazantanag", "Destructor Horse", "Indio", "Sûreté".
- IS, Pasado Iraola y Cía.
- JE, Javier Echaniz. También con la marca "Defender".
- LC, Capdevila y Laplana.
- LH, Lasagabaster Hermanos. También tienen las marcas "Douglas".
- MB, Martin F, de A. Bascaran. También tiene la marca "Martin".
- MS, Modesto Santos. También tienen las marcas "Acción" y "M.S.".
- RG, desconocida.
- TM, desconocida.
- UC, O. y Cía. También tiene la marca " U.C. " y "O".
- VB, Victor Bernardo y Cía. También tienen las marcas "BC" y "Bernedo".
- VB, Víctor Acha y Cia. También tienen las marcas "Think".
- VD, desconocida.
- ZC, Zulaica y Cia. También tienen las marcas "Real", "Victoria",  "Vincitor", "M1914", "Vincitor M1914 N º 2 " y " Zulaica M1914".

### Marcas
- Acha y Cia, marca "Think".
- Aguirre y Cia. Marcas  "Basculant" y "Le Dragon".
- Antonio J. Marcas  "Dreadnought", "J", "Oicet", "Smith", y "American".
- Apaolaza Hermanos. Marcas "Apaolaza", "Triumphe" y "Paramount".
- Arana y Cia. Marca "El Cano".
- Ariola Hermanos. Marca "Ariola"
- S.A. Alkartasuna Armas de Fuego, de Guernica. Marcas "Alkartasuna", "Elkar" y "El Kapitan".
- Armero Especialistas Reunidos. Marcas "Alfa" y "Omega"
- Aspin y Cia. Marcas "Air" y "Colón".
- Astra, Unceta y Cia, de  Guernica. Marcas "Astra", "Cádiz" y "Camper".
- Barrenechea y Gallastegui. Marca "Barrenechea".
- Bonifacio Echeverría. Marcas "Estrella", "Star" y "Vesta".
- Cambridgeshire, Leturiondo y Cía. Marca "Cambridgeshire".
- Crucelegui Hermanos. Marcas "Brong Petit", "Bron-Sport", "C.H.", "Le Brong" y "Puppy".
- Domingo Acha. Marca "Triplex"
- Echave y Arizmendi. Marcas "Vasco", "Bronco", "EA", "Zancos", "Rayo", "Lur-Panzer", "
- Pathfinder "," Protector " , "Fox "," M1918 Selecta "," Selecta M1919 , "Rápido " M1913 - M1914 Vite" y "Vite M1915".
- Elartza y Larrañaga. Marcas "Jubala" y "L.E.".
- Erquiaga Muguruzu y Cia. Marcas "Diane" y "Fiel".
- Escodin Manuel. Marca "Escodin".
- Esperanza y Unceta, Eibar y Guernica. Marcas  "Modelo 1915 (o 1916)", "Patentes Astra", Brunswig Modelo 1916" , "Victoria", "Brunswig", "Fortuna", "Leston", "Liégeoise", "Museum", "Salso", "Unión"  y "Campo Giro"
- Esprin Hermanos. Marca "Euskaro".
- F. Arizmendi. Marcas  "Boltun", "Guerra" y "Especial".
- F. Ormachea. Marcas "Bron-Grand, "Duan" y "Marca".
- Fábrica Gran Precisión. Marcas  "Bulwark", "Colonial", "Helvece", "Júpiter", "Minerva" y "Trust".
- Fábrica de Armas Garantizada. Marcas  "Apache", "Garantizada" y "Rural".
- Francisco Arizmendi. Marcas "Arizmendi", "Roland", "El cantante", "Víctor" y "Ydeal".
- Fábrica Arizmendi y Goenaga. Marcas "F.A.", "F.A.G.", "Teuf - Teuf", "Waldman", "Singer"
- V. Fabrica de Armas, Durango. Marca "Ganador".
- Gabilondo y Cía, Elgoibar. Marca "Perfecto".
- Garate Hermanos. Marcas "Cantabria", "Velostark".
- Gastañaga Trocola y Cia., Marcas "T.A.C." y "Trocola".
- Guisasola Hermanos. Marcas "G.H." y "Guisasola".
- Leturiondo y Cía. Marca "Douglas".
- Hermanos Retolaza. Marcas "Brompetier", "Galo", "Libertad", "Militar", "Puppy", "Retolaza M1914", "Stosel", "Titán", "Titanic", "Titanic M1914", "Velo- Brom" y "Modelo 1914 Pistola automátic".
- Hijos de A. Echeverría. Marcas "Vesta" e "Izarro".
- Hijos de C. Arrizabalaga. Marcas  "Arrizabalaga", "Campeón" y "Especial".
- Hijos de Jorge Bascaran. Marcas "Marke" y "Martigny".
- J. Arrizabalaga. Marca "ESMI".
- José Cambridgeshire. Marca "Imperial".
- Lascurain y Olasolo. Marca "El Perro".
- Manufactura de Armas Demon. Marcas "Demon", "Martin", "M1919 Thunder"
- Mendiola. Marca "Vainquer".
- Orbea Hermanos. Marcas "Colon", "Iris", "La Industrial", "O.H.", "Orbea", "Perfecto" y "Cooperativa".
- Obrera. Marca "Longines"
- Ojanguren y Marcaido. Marcas "Brown" y "O.M.".
- Ojanguren y Vidosa. Marcas "Apache", "Crucero", "Furia", "Militar Y Policía", "Ojanguren", "Puppet", "Salvaje" y "Tanque".
- Onandia Hermanos. Marca  "Onandia".
- Orueta Hermanos, Marcas "Oculto" y "Tanker".
- P.Iraola y Cía. Marcas "Destructor", "Iraola" y "Pasado".
- Retolaza Hermanos & Gregorio Bolunburo. Marcas "Liberty", "Vilar", "Cobra", 2India", "Izarraga", "Júpiter", "Looking Glass", "Martian", "Puma", "Regina" y "Royal".
- S. Aróstegui. Marca "Browreduit".
- S.E.A.M.. Marcas  "Praga", "Regent", "Silesia", "Sivispacem" y "Waco".
- Salaberri Santiago. Marcas "Etna", "Invicta", "Protector", "Té" y "EE.UU.".
- Sandra Gaspar. Marcas "Sandra", "Pinkerton" y "Warwinch".
- Suinaga y Aramberri. Marca "S & A ".
- Tomás de Urizar. Marcas Continental", "Dek -Du", "Express", "Imperial", "El Vasco", "El Rescate", "Phoenix", "Primera", "Princeps", "Puma", "Unión" y "Venus".
- Unión Fábrica de Armas. Marca  "Rival M1913".
- Unión de Armas Eibarresas. Marca "UAE ".
- Urquiaga y Muguruzu. Marca "Marte".
- V. Fábrica de Armas, Durango. Marcas "Ganador" y "Zulaica M1914".
- Zuloga y Cia.. Marca  "Volontaires".
- Zumarraga y Cia.. Marca "Paramount".[5]